# Lemvigs bergbana
Lemvigs bergbana (danska: Lemvig Bjergbane eller bara Bjergbanen) är en tidigare enkelspårig lokal, privatägd bibana i den danska staden Lemvig vid Vesterhavet. Banan, som ursprungligen hette Lemvig Havnebane, var ett sidospår till Lemvigbanen med endast de två stationerna Lemvig Station och Lemvig Havn. Sträckan är cirka 1,5 km lång och passerar genom en bokskog i en strandbrant. Höjdskillnaden mellan stationerna är 30 meter.
För persontrafiken har använts den dieseldrivna Y-tog-rälsbussen Fjorden, som krävde minst tre mans besättning. Förutom lokföraren erfordrades två vägvakter, som hoppade av och på tåget vid banans obevakade korsningar med Storgatan, gångstråket Planetstien och Strandvejen. Rälsbussen körde med en mycket låg hastighet, delvis på grund av stigningen. Mitt på sträckan, alldeles ovanför Museet for Religiøs Kunst, finns en anhalt för att skifta mellan det övre och det nedre spåret och växeln lades om efter behov manuellt av en av vakterna. 
Bergbanan uppmärksammades i DR-HDs TV-program På Skinner, där hela resan presenterades utifrån lokförarens perspektiv.
Bergbanan förfogar över en motorrälsbuss och en styrvagn av typ Y-tog (Lynette), tillverkad av Waggonfabrik Uerdingen i Tyskland 1968.

## Inställd trafik
Trafiken inställdes till vidare 2019, efter det att en baninspektion visat att ett stort antal syllar måste bytas före körtillstånd. Föreningens ambition är museitrafiken ska återupptas. Sommaren 2022 var trafiken fortfarande indragen.

## Bildgalleri

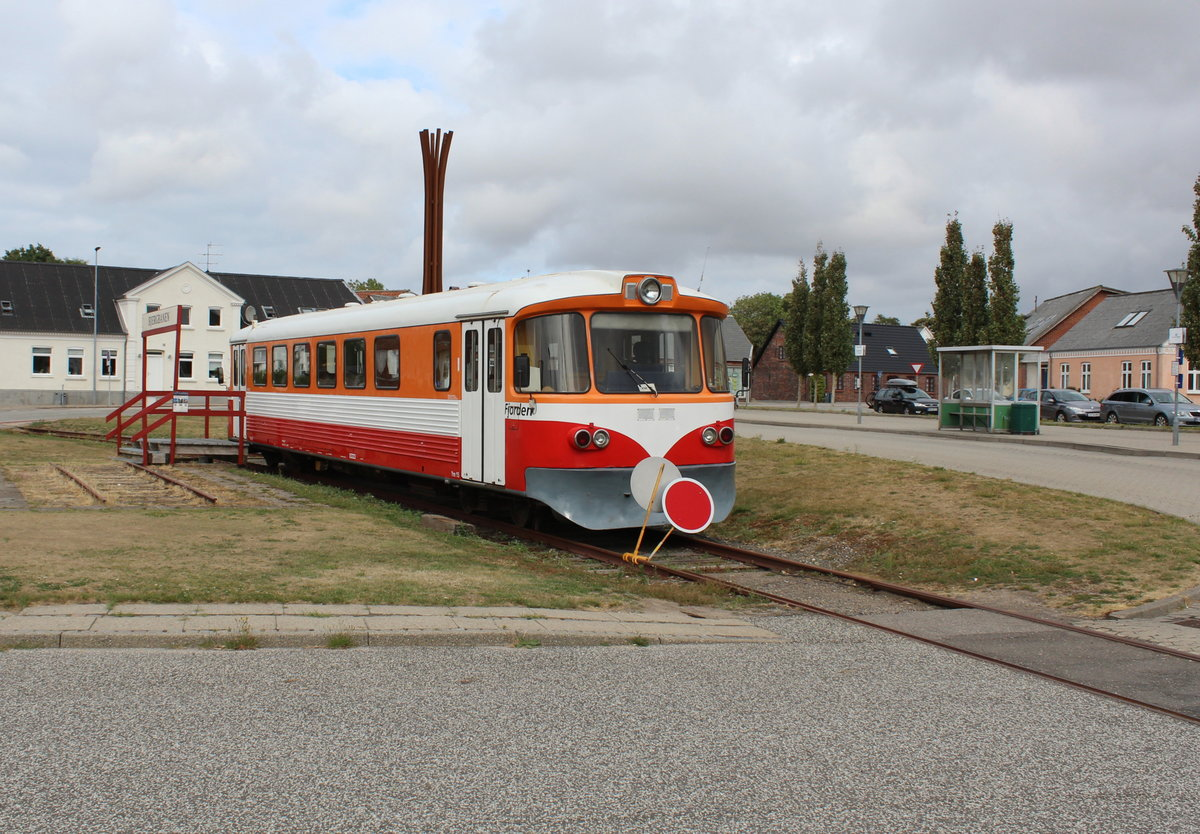
Rälsbussen Fjorden av typ Y-tog vid den övre ändstationen vid Storgatan/Lemvig station
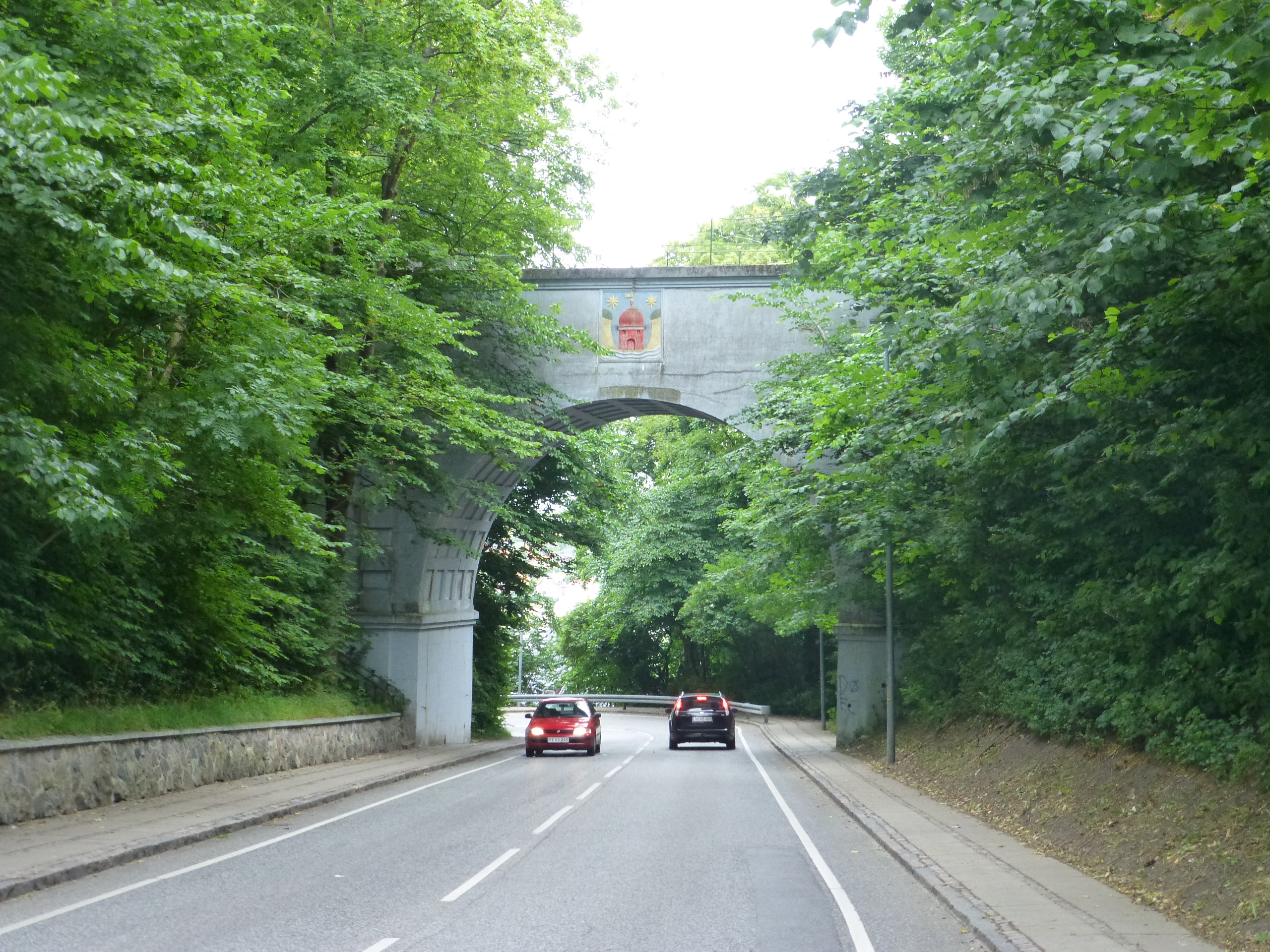
Järnvägsviadukten över gatan Vesterbjerg
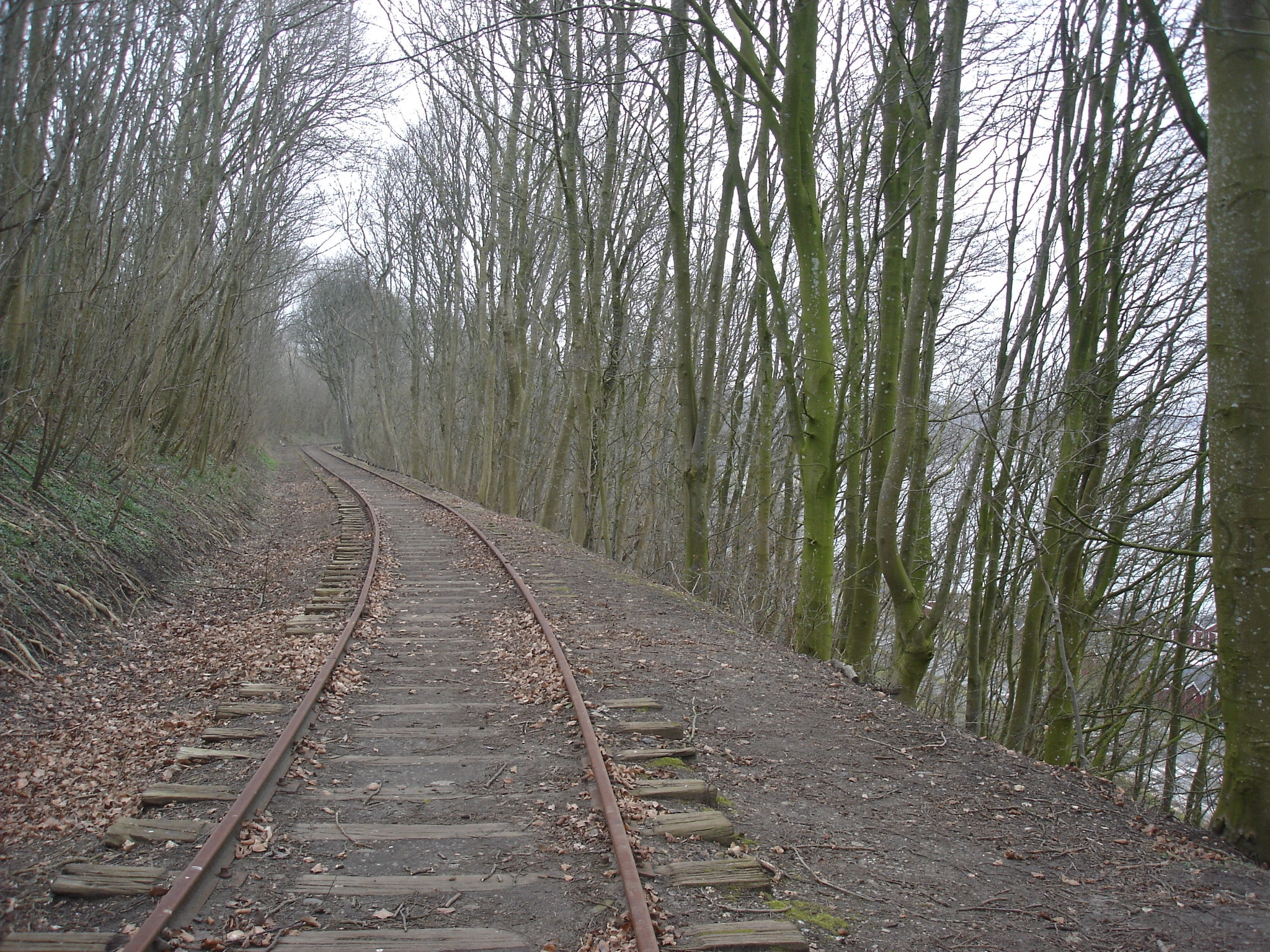
Banan ovanför Strandvejen
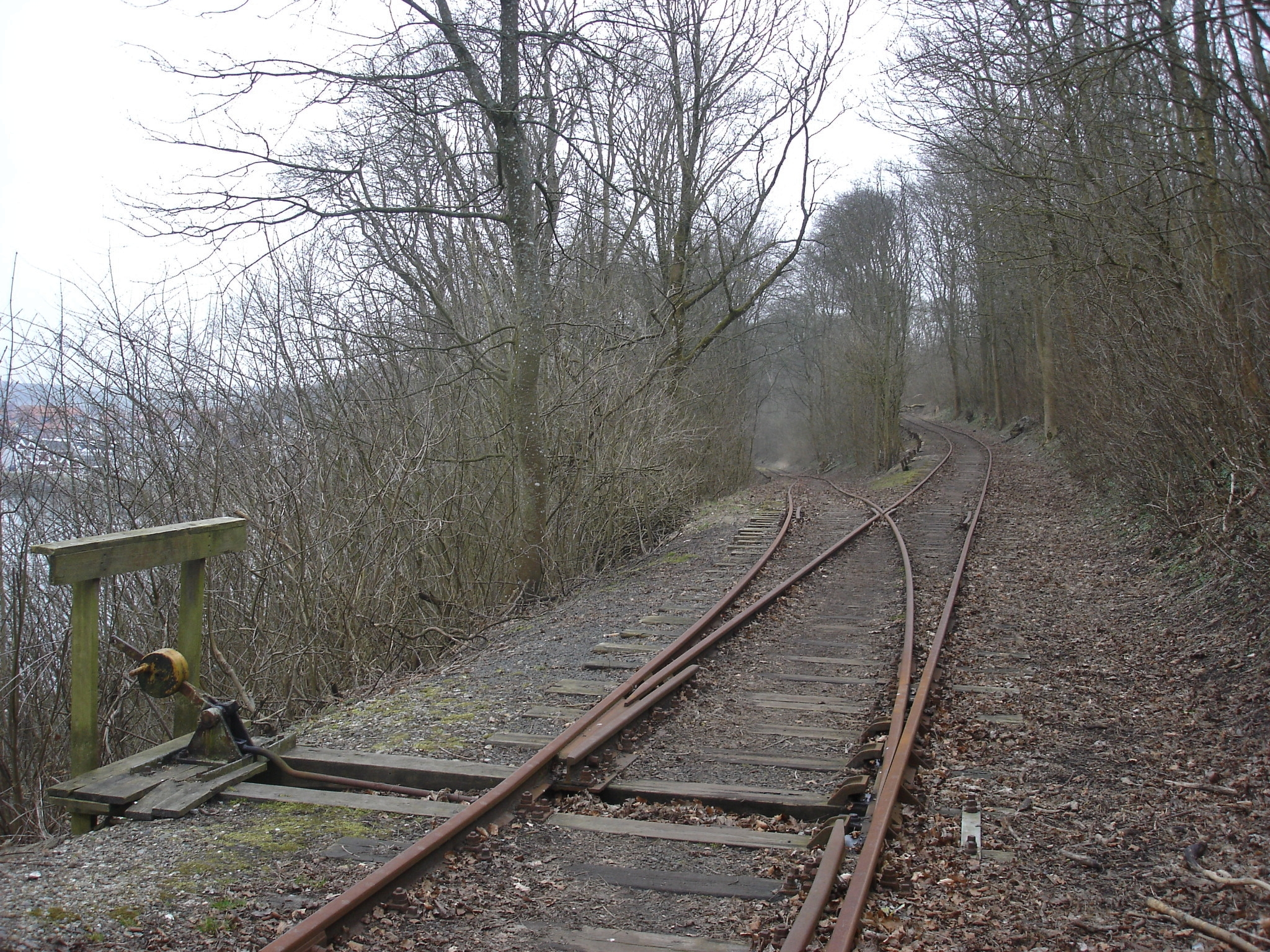
Platsen för skifte av spår och körriktning